# 武田政義 (地方公務員)
武田 政義（たけだ まさよし、1944年〈昭和19年〉7月5日 - ）は、日本の地方公務員。兵庫県教育長、同出納長、兵庫県社会福祉協議会会長を歴任。瑞宝小綬章受章。

## 人物・経歴
関西学院大学経済学部卒業。兵庫県庁入庁、1996年 (平成8年) 4月 阪神県民局長、1997年6月 宮崎秀紀の後任として生活文化部長、2001年4月 同職を清原桂子と交代し宮崎の後任として兵庫県教育委員会教育長、2005年3月 吉本知之を後任として同職退任。2006年4月 五百蔵俊彦の後任として出納長、2007年3月 出納長を辞職。
県庁退職後、社会福祉法人兵庫県社会福祉協議会会長、兵庫県国民年金基金理事長。

## 栄典
- 2015年4月 春の叙勲で地方自治功労により瑞宝小綬章を受章した[10]